# Холихед
Хо́лихед (англ. Holyhead, валл. Caergybi — «укрепление св. Киби») — валлийский портовый город на небольшом острове Холи-Айленд, что лежит к западу от острова Англси и отделён от последнего узким проливом. Будучи самым крупным городом округа Айл-оф-Англси с населением в 11237 чел. (2001), не является его столицей. Известен как отправной пункт паромной переправы, соединяющей Великобританию с ирландскими портами в Дублине и Дун-Лэаре.

## История
Поселение на месте современного Холихеда основали древние римляне — это был небольшой каструм (75 м х 45 м), окружённый тремя каменными стенами высотой в 4 м и толщиной в 1,5 м. С четвёртой стороны укрепление было защищено морем, и здесь же располагалась пристань. По углам каструма возвышались сторожевые башни. Латинское название поселения неизвестно, а его возникновение датируют примерно III в. н. э. Предполагают, что каструм был форпостом Сегонция и защищал последний от нападений ирландских морских разбойников. Был оставлен римлянами около 393 г., когда войска отозвали для подавления восстания Флавия Евгения.
В первой половине VI в. король Гвинеда Майлгун ап Кадваллон позволил св. Киби основать в стенах укрепления монастырь. 8 ноября 555 г. святой скончался и был похоронен в монастырской Церкви Мёртвых (Eglwys y Bedd), а вокруг прежнего каструма начал расти город, получивший название «Укрепление Киби» (Caer Gybi). Город неоднократно разоряли викинги, регулярно грабившие Гвинед вплоть до XII столетия, а в 1283 г. вместе с другими городами королевства перешёл под власть английской короны. Эдуард I упоминает в своих письмах латинизированную форму названия города: Castrum Cybi, — но уже в 1315 г. впервые звучит англизированное название: Haliheved.
В 1576 г., в елизаветинские времена, изменился маршрут, по которому еженедельная почта доставлялась из Лондона в Дублин: с тем, чтобы сократить путь, вместо Ливерпульского порта стали использовать Холихедский. В эти годы город описывают как «залив Холихед и гавань в середине упомянутого залива» («The baye of the holihed and the havyn in the myddest of the said bay»). Почта в город доставлялась лошадьми и возле Соляного острова (Salt Island) перегружалась в парусные пакетботы.
В мае 1821 г. было открыто пароходное сообщение между Холихедом и пригородом Дублина — Хоутом: на линию вышли два паровых судна — «Молния» и «Метеор». В начале августа того же года в город приехал Георг IV, чтобы отправиться в Ирландию. Здесь он пробыл несколько дней, встретившись с Маркизом Англси и получив известие о кончине своей супруги. Из-за противного ветра король переправился на ирландский берег пароходом.
В 1838 г. Лондон соединили с Ливерпулем железной дорогой, и на следующий, 1839 г., доставку «Ирландской почты» (Irish Mail) у Холихеда отобрали, передав ливерпульскому порту. Такое положение дел сохранялось недолго: в 1848 г. была закончена постройка «Железной дороги Честера и Холихеда» (Chester and Holyhead Railway), предшественница современной Северо-Уэльской прибрежной железной дороги, и почтовые перевозки вернулись в Холихед. В это же время началась масштабная перестройка порта, которая окончательно завершилась лишь в 1873 г., когда открылось пароходное сообщение Холихед — Гринор. В 1859 году, в самый разгар работ, Холихед в своём испытательном плавании посетил пароход «Грейт Истерн». Порт оказался для него слишком тесным, «Грейт Истерн» ушёл в Саутгемптон и больше в Холихедский порт не заходил.

## Транспорт
Холихед является крупным морским портом, обслуживающим паромную переправу между Великобританией и ирландскими портами, расположенными по берегам Дублинского залива: Дублином и Дун-Лэаре. Ежегодно отправляет и принимает более 2 млн пассажиров. До Дун-Лэаре ходят быстроходные паромы-катамараны, принадлежащие шведской компании «Stena Line», до Дублина — вместительные грузо-пассажирские ролкеры той же «Stena Line» и ирландской «Irish Ferries».
В Холихеде начинаются: четырёхполосная автострада A55, являющееся частью Европейского маршрута E22, шоссе A5, изначально проложенное стараниями Томаса Телфорда, как дорога для «Ирландской почты», и «Северо-Уэльская прибрежная железная дорога», ведущая в Честер и Кру.

## Экономика
До 2009 года главным предприятием города был алюминиевый завод, принадлежавший компании «Anglesey Aluminium Metal Ltd.», которая являлась совместным предприятием концернов «Rio Tinto» и «Kaiser Aluminum». Бокситы и кокс доставлялись морем из Ямайки и Австралии, а энергию поставляла атомная электростанция Уилва, расположенная в 25 километрах от Холихеда.

## Известные жители
- Дэвид Кристал — британский лингвист.
- Роналд Стюарт Томас — валлийский поэт.